# 勒蒙索若奈
勒蒙索若奈（法語：Le Montsaugeonnais，法語發音：[lə mɔ̃soʒɔnɛ]）是法国上马恩省的一个市镇，属于朗格勒区。该市镇于2016年由原市镇蒙索容、普罗图瓦和沃苏索比尼合并而成。

## 地理
勒蒙索若奈（47°40'50"N, 5°17'39"E）面积33.33 平方千米，位于法国大東部大區上马恩省，该省份为法国东北部内陆省份，北起马恩省和默兹省，西接奥布省，西南接科多尔省，东南接上索恩省，东临孚日省。
与勒蒙索若奈接壤的市镇（或旧市镇、城区）包括：多马里安、勒瓦勒代农、圣布鲁万莱福斯、维勒居西安勒拉克、瑟隆热、里维耶尔莱福斯、奥克塞、伊索姆、舒瓦耶-达尔德奈。
勒蒙索若奈的时区为UTC+01:00、UTC+02:00（夏令时）。

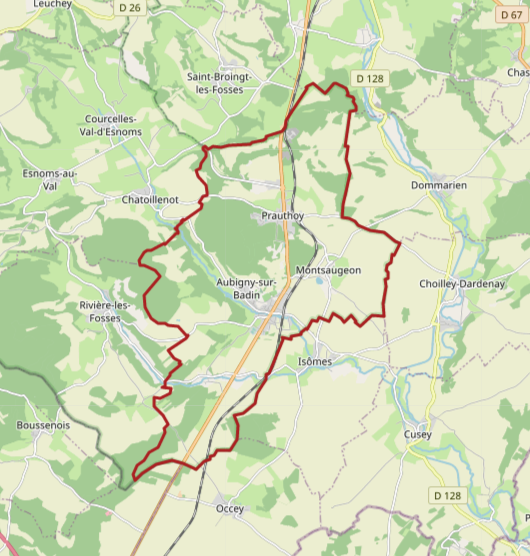
勒蒙索若奈的OSM定位图

## 行政
勒蒙索若奈的邮政编码为52190，INSEE市镇编码为52405。

## 政治
勒蒙索若奈所属的省级选区为维勒居西安勒拉克县。

## 人口
勒蒙索若奈于2022年1月1日时的人口数量为1140人。